# ناحیه گور، میشیگان
ناحیه گور (به انگلیسی: Gore Township) یک منطقهٔ مسکونی در ایالات متحده آمریکا است که در شهرستان هورون، میشیگان واقع شده‌است.
 ناحیه گور ۱۷٫۷ کیلومتر مربع مساحت و ۱۳۹ نفر جمعیت دارد و ۱۸۷ متر بالاتر از سطح دریا واقع شده‌است.